# Krummendiek
Krummendiek település Németországban, Schleswig-Holstein tartományban. Lakosainak száma 87 fő (2023. december 31.).

## Népesség
A település népességének változása:
| Lakosok száma | 55   | 79   | 91   | 92   | 73   | 87   | 87   |
|               | 1975 | 2010 | 2017 | 2019 | 2021 | 2022 | 2023 |